# Họ Cá chình bùn
Họ Cá chình bùn (tên khoa học: Heterenchelyidae) là một họ cá chình được tìm thấy được tìm thấy ở vùng biển ôn đới và nhiệt đới tại Đại Tây Dương, Địa Trung Hải và đông Thái Bình Dương ở độ sâu 0-1.000m, nhưng đa phần các loài sinh sống ở độ sâu không quá 150m.
Tên gọi khoa học của họ này bắt nguồn từ tiếng Hy Lạp heteros (lạ, khác) và enchelys/-yos (cá chình).
Heterenchelyidae là cá ăn đáy thích nghi với việc vùi mình trong lớp bùn mềm. Chúng có miệng lớn, không vảy, không có đường bên và không vây ức. Chúng có chiều dài trong khoảng 30 đến 149 cm (12 đến 59 in).

## Các chi
Hiện tại, 8 loài trong 2 chi được công nhận.
- Họ Heterenchelyidae: 2 chi, 8 loài.
  - Chi Panturichthys: 4 loài.
  - Chi Pythonichthys: 4 loài.